# نوشیک میکائیان
نوشیک هاکوبی میکائیان (ارمنی: Նուշիկ Հակոբի Միքայելյան؛  زادهٔ ۶ ژوئیهٔ ۱۹۷۵ در حلب)، شاعر، نویسنده و روزنامه‌نگار اهل ارمنستان است.

## زندگی‌نامه
وی در ۶ ژوئیهٔ ۱۹۷۵ در حلب، سوریه به دنیا آمد و از کنسرواتوار دولتی کومیتاس ایروان فارغ‌التحصیل شد. وی در گراکان ترت (۱۹۹۹–۲۰۰۰) و گالا آرت (از ۲۰۱۲) فعالیت کرده است. 